# Oryzias javanicus
Oryzias javanicus (Bleeker, 1854 è un pesce d'acqua dolce e salmastra appartenente alla famiglia Adrianichthyidae.

## Distribuzione e habitat
Questa specie è diffusa nel Sudest asiatico, nelle acque dolci comprese tra Thailandia e arcipelago indonesiano.

## Descrizione
Raggiunge una lunghezza massima di 4,5 cm.